# Leonding

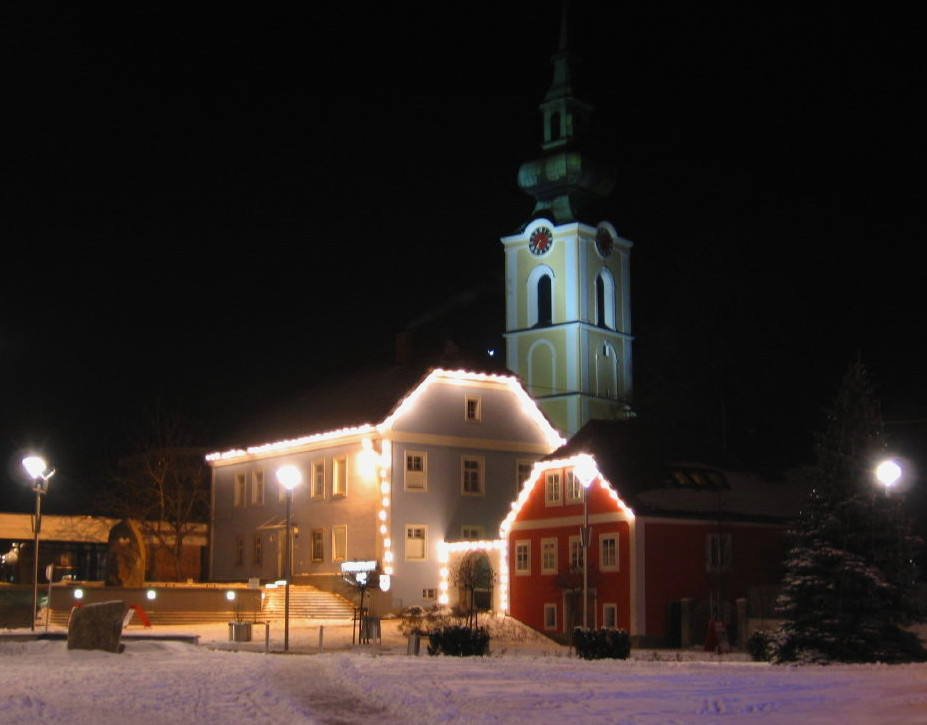
Leonding (piaţa centrală)

Leonding este un oraș în Austria.

## Varia
După desființarea mormântului lui Rudolf Hess din orașul bavarez Wunsiedel la data de 21 iulie 2011, a fost desființat la începutul anului 2012 și mormântul părinților lui Adolf Hitler din Leonding, devenit nou loc de pelerinaj al extremiștilor de dreapta.
1. ↑  Dauersiedlungsraum der Gemeinden Politischen Bezirke und Bundesländer - Gebietsstand 1.1.2018 (în germană), Statistica Austriei, accesat în 10 martie 2019
2. ↑   https://raw.githubusercontent.com/bresu/oe_gemeinden/a41434c7941c8902852ad6849e48a78cf475a80c/gemeinden_CSV.csv Lipsește sau este vid: |title= (ajutor)